# خمسون غراما من الجنة
خمسون غراما من الجنة، رواية صدرت 2015 للكاتب إيمان حميدان. توجت الرواية بجائزة كتارا للرواية العربية عن فئة الروايات المنشورة 2016.

## عن الرواية
تروي "خمسون غراماً من الجنة" حكاية حب بين نورا وكمال في سياق تمتد فيه الأحداث بين بيروت وإسطنبول ودمشق. تنطلق الرواية من بيروت مع مايا التي تعود لدفن زوجها المصاب بالسرطان. تكتشف، خلال إعدادها لفيلم عن إعادة إعمار بيروت، مجموعة من الرسائل واليوميات والصور تعود إلى بدايات الحرب الأهلية اللبنانية في السبعينيات. هذه الأوراق تكشف لها قصة حب بين نورا وكمال. تتداخل الحكايات وتسلط الرواية الضوء على أوجاع المرأة في ظل الحروب والظلم. تبحث مايا في الماضي لتحيي حكاية حب طمستها الحرب، ومع كل تفاصيل تنكشف يظهر عالم من الألم والمعاناة وتاريخ لا يُمحى.
«من الصعب أن نفكر بالغد ونرتبط بالحياة إن لم نتعلم أولًا كيف نحيا مع الفقدان»
«لكن الحياة تدفع بنا إلى أمكنة لا نتوقعها ومصائر لم نخطط لها سابقً»
«هناك لحظات لا نعود نفكّر كبقيّة البشر. الحسابات التي تبدو مصيرية للبعض تغدو سطحية وغير مهمة لنا»

## قصة الرواية

### عودة إلى بيروت
في أحضان بيروت، حيث يتعانق جمال البحر مع جراحات الماضي، تعود مايا محملة بذكريات لا تمحى وألم يتراقص مع صخب المدينة. تتجدد المشاهد في شوارع بيروت، حيث يتلاقى عبق الياسمين مع رونق الحياة اللبنانية.
تستعرض مايا الصفحات القديمة لحياتها مع زوجها، تختلط مشاعر الفراق برغبتها في إعادة بناء وطي صفحة الماضي. تستقر في منزلها العائد إليه، وهناك تبدأ رحلة البحث عن هويتها المفقودة بين أزقة بيروت الضيقة وأسواقها الصاخبة.

### أوراق الحب والحرب
تعثر مايا على صندوق غامض في قبو قديم رطب، يحمل بين ثناياه مفاتيح الحكايات المدفونة. يفتح أمامها هذا الصندوق الزمني الباب إلى عوالم منسية، إذ تكتشف أوراقًا مهلهلة تعود إلى فترة الحرب في لبنان.
تنقلب صفحات اليوميات والرسائل لتروي لها قصة عشق نورا وكمال، حيث تتقاطع القلوب بين إسطنبول ودمشق وبيروت. يظهر الحب كضوء خافت في زمن الظلام، وتشع الأحداث بألوان الأمل والفرح رغم تحديات الحياة خلال الحرب.
تُلقي مايا بنفسها في رحلة استجماع خيوط الحكاية التي مزقتها الحروب، وتشعر بتأثير هذا الحب الذي استمر ينبض حتى في ظلام الأزمان.

### أصداء الماضي في الحاضر
بينما تتبع مايا خيوط الحب المفقود، تنسج القصة خيوطًا أخرى متشابكة في الماضي وتحاكي صدى أحداثه في الحاضر. يتعدد الشخصيات في مسرح الرواية، تمتزج حكاياتهم وتتداخل لتشكل نسيجًا اجتماعيًّا معقّدًا.
تأخذ مايا القارئ في رحلة بين باريس وبيروت ودمشق وإسطنبول، حيث تظهر التداخلات الثقافية والانعكاسات الاجتماعية. بين رسائل الحب العاطفية ويوميات الشخصيات، تظهر الرواية كلوحة فنية ترسم تأثير الحب والحرب على أرواح البشر.
بمهارة فنية، تنسج إيمان حميدان خيوط الزمان والمكان، تجعلنا نعيش مع الشخصيات محنهم وتحدياتهم، وكأن الزمن ليس مجرد خط مستقيم، بل متشابكًا كخيوط السجادة الفنية الرائعة.

### رحلة البحث عن الجنة المفقودة
مع تقدم مايا في فحص الصور والرسائل القديمة، تأخذنا القصة في مغامرة مثيرة للكشف عن أسرار الماضي. تتداخل الخيوط وتتشابك المصائر، وتظهر الصور القديمة كأنها نافذة تاريخية تفتح لتكشف عن لحظات حميمة وأحداث مصيرية.
بين أروقة الزمن، تستحضر مايا ذكريات الحب الذي كتبه نورا وكمال، وكيف شكلت هذه القصة حياة العديد من الشخصيات. تكون النهاية مفاجئة ومؤثرة، حيث تلملم مايا أجزاء الحكاية، وتدرك بأنها ليست مجرد رواية حب فحسب، بل هي شاهدة على تأثير الحروب والألم في حياة الناس.
في النهاية، تجد مايا نفسها متشابكة بخيوط الحب والفقدان، وتكتشف أن البحث عن الجنة المفقودة ليس مجرد مغامرة، بل هو رحلة داخلية تكشف لها عن قوة الروح البشرية في التغلب على الجروح وبناء جسور من الذكريات لترسم لوحة الحياة بألوان الأمل والمحبة.

## الشخصيات
1. مايا :
- المحققة الفضولية والمخرجة السينمائية.
- تعيش تحت ظلّ ذكريات الحرب في لبنان.

2. نورا :
- الصحافية الهاربة من دمشق إلى بيروت.
- تعيش قصة حب مع "كمال" خلال أحداث الحرب.

3. كمال :
- الناشط التركي الذي يلتقي بـ "نورا" في إسطنبول.
- يعيشون قصة حب تتداخل مع أحداث الحرب.

4. هناء:
- تنتحر بسبب الظلم الذي تعانيه.
- تكتب رسالة تكشف الحقيقة قبل وفاتها.

5. صباح :
- تعيش في بلدة خالية من الرجال خلال فترات الحرب.
- قصتها تروي المعاناة والانتظار لرجل مفقود.

6. زياد :
- يموت من المرض، وفاة تؤثر في حياة مايا.

7. شادي :
- الابن الذي يعيش مع مايا، يحمل أثر الماضي والحروب.

8. سيمتريه :
- تتناوب قصتها مع قصة زياد ونورا، تبرز القدر والمصير.[4]

## جوائز
توجت الرواية بجائزة كتارا للرواية العربية في فئة "الروايات المنشورة" 2016.